# Krysippos

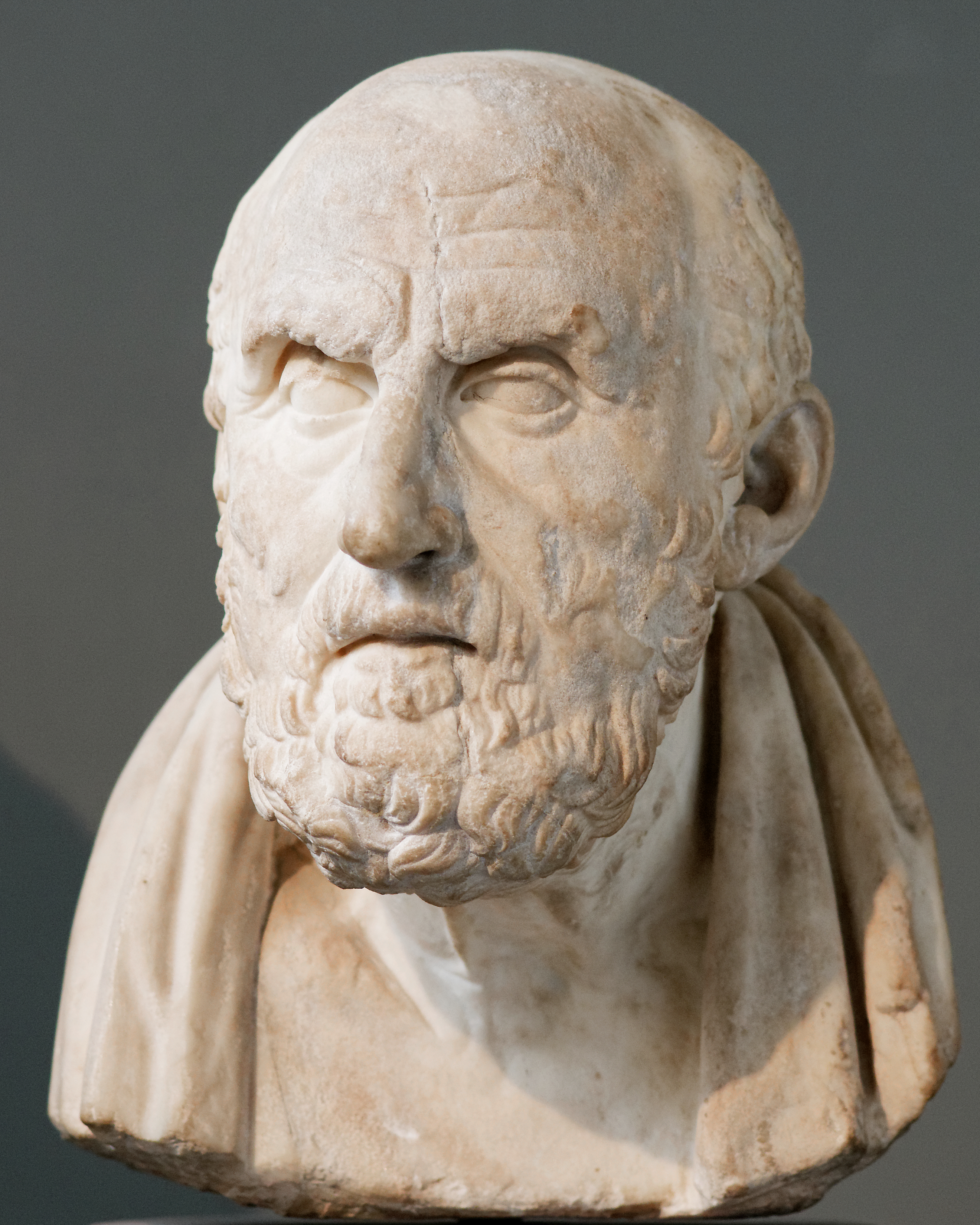
Romersk kopia av en hellensk byst föreställande Krysippos, British Museum.

Krysippos från Soloi (grekiska: Χρύσιππος ὁ Σολεύς, latin: Chrysippus), född ca 279 f.Kr. i Soloi i Kilikien, död cirka 206 f.Kr., var en grekisk stoisk filosof. Han flyttade till Aten som ung, där han blev lärjunge åt Kleanthes vid den stoiska skolan. När Kleanthes dog, runt 230 f.Kr., blev Krysippos den tredje skolarken (förståndaren) för skolan. Krysippos utvecklade Zenons (skolans grundare) grundläggande läror, vilket gör att han betraktats som stoicismens andre grundare.
Krysippos var framstående i logik, kunskapsteori, etik och fysik. Han skapade ett unikt system för satslogik för att bättre förstå hur universum fungerade och människans roll i detsamma. Han antog en deterministisk syn på ödet, men sökte likväl infoga personlig frihet i tanke och handling. Etiken berodde enligt honom på en förståelse av universums natur och han lärde ut en metod för att bekämpa de lidelser som trycker ner och tillintetgör själen. Med honom började stoicismens framgångar som en av de mest inflytelserika filosofiska rörelserna under hundratals år i den grekiska och romerska världen.

## Levnad
Krysippos var son till Apollonios från Tarsus, men föddes i Soloi i Kilikien. Han var lätt byggd och sägs ha tränat som långdistanslöpare. I sin ungdom förlorade han sin betydande ärvda förmögenhet när den konfiskerades åt kungens skattkammare. Krysippos flyttade till Aten där han blev lärjunge till Kleanthes, som då var föreståndare (skolark) för den stoiska skolan. Det har också sagts att han skall ha bevistat föreläsningar av Arkesilaos och Lakydes vid den platonska akademin.
Han kastade sig ivrigt in i studier av det stoiska systemet och hans anseende som läraktig var betydande hos hans samtida. Han uppmärksammades för intellektuell djärvhet och självförtroende, och hans lit till sin egen förmåga visas bland annat av den begäran han sägs ha gjort till Kleanthes: "Ge mig principerna, så skall jag själv hitta bevisen". Han efterträdde Kleanthes när denne dog c:a 230 f.Kr.
Krysippos var en produktiv författare. Det sägs om honom att han sällan skrev färre än 500 rader per dag och han åstadkom minst 705 arbeten. Hans önskan att bli förstådd innebar att han argumenterade för båda sidor och hans motståndare anklagade honom för att fylla sina böcker med citat från andra. Han betraktades som diffus och dunkel i sina yttranden och vårdslös i stilen, men hans förmåga hade högt anseende och han förefaller ha varit en framstående auktoritet vid skolan.
Han dog under den 143:e olympiaden (208-204 f.Kr.) vid 73 års ålder. Diogenes Laërtius ger två olika redogörelser för hans död. Enligt den första skulle Krysippos ha drabbats av yrsel efter att ha druckit outspätt vin vid en fest och dött strax efteråt. Enligt den andra skulle han ha betraktat en åsna som åt fikon och utropat "Ge åsnan en klunk rent vin att skölja ner fikonen med", varefter han dött av skratt. Hans brorson Aristokreon lät resa en staty till hans ära i Kerameikos. Krysippos efterträddes som föreståndare för den stoiska skolan av Zenon från Tarsos.
Av hans skrifter har nästan ingenting överlevt annat än som fragment återgivna i verk av andra, som Cicero, Seneca, Galenos, Plutarchos med flera. Härutöver har ytterligare två fragment av verk av Krysippos bevarats bland de förkolnade papyrusresterna från Villa dei Papyri i Herculaneum: Logiska frågor och Om försynen. Ett tredje verk som återfunnits där kan också vara skrivet av honom.

## Filosofi

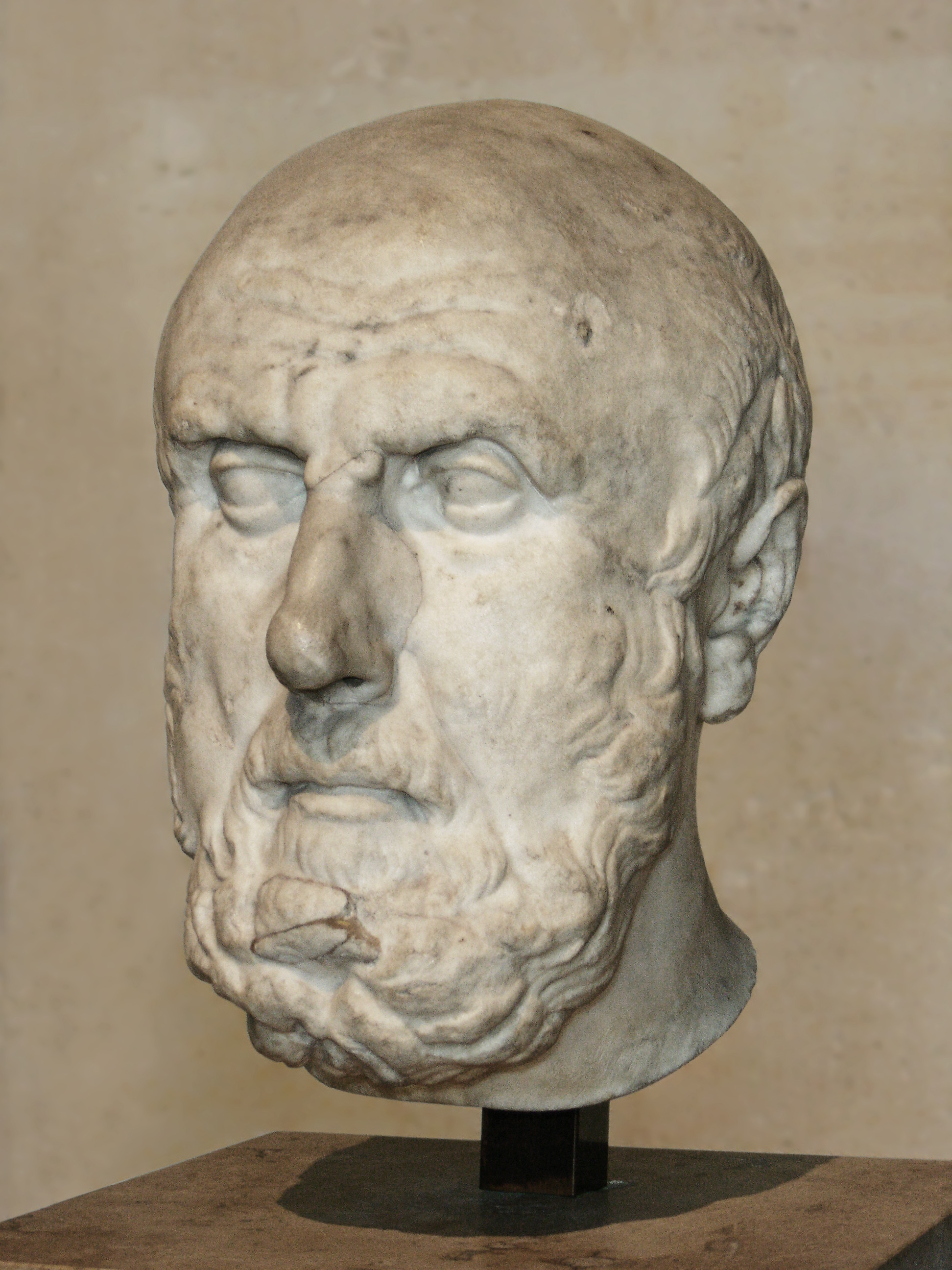
Marmorbyst av Krysippos, romersk kopia av ett hellenistiskt original, Louvren.

Krysippos hade en lång och framgångsrik karriär som försvarare mot angrepp från akademin och hade förhoppningar om att inte bara försvara stoicismen mot attacker från det förgångna, utan också mot alla möjliga angrepp i framtiden. Han tog Zenons och Kleanthes läror och sammansmälte dem till vad som kom att bli stoicismens slutliga system. Han utvecklade stoikernas fysiska läror och deras kunskapsteori samt skapade mycket av deras formella logik. Kort sagt gjorde Krysippos det stoiska systemet till vad det var. Det har sagts att "utan Krysippos, skulle det inte funnits någon stoa".

### Logik
Krysippos skrev mycket om ämnet och skapade ett system för satslogik. Aristoteles logik hade behandlat begrepp som "Sokrates" eller "människa" ("alla människor är dödliga, Sokrates är en människa, alltså är Sokrates dödlig"). Den stoiska logiken behandlade å andra sidan sambanden mellan utsagor sådana som "det är dag" ("om det är dag så är det ljust, och eftersom det är dag, så är det ljust"). De tidigare megarikerna Diodoros Kronos och Filon hade studerat ämnet, och Aristoteles elever Theofrastos och Eudemos hade undersökt hypotetiska syllogismer men det var Krysippos som utvecklade dessa principer till ett sammanhängande satslogiskt system.

#### Utsagor
Krysippos definierade en utsaga (påstående) som "det som kan förnekas eller bejakas i sig självt" och gav exempel såsom "det är dag" och "Dion går". Han skilde på enkla och sammansatta utsagor, vilka i modern terminologi är kända som atomära och molekylära påståenden. en enkel utsaga är ett elementärt påstående sådant som "det är dag". Enkla utsagor länkas samman till sammansatta utsagor genom användande av logiska operatorer. Krysippos angav fem typer av molekylära påståenden beroende på vilken operator som används:
| Logisk operator                     | Logisk operator                               |
| Typ                                 | Exempel                                       |
| ----------------------------------- | --------------------------------------------- |
| om                                  | det är ljust om det är dag                    |
| och                                 | det är dag och ljust                          |
| antingen . . . eller                | antingen är det dag eller är det natt         |
| eftersom                            | det är ljust eftersom det är dag              |
| mer/mindre troligt att . . . än att | mer troligt att det är dag än att det är natt |

Sålundade listade Krysippos flera typer av molekylära påståenden som är välbekanta för den moderna logiken, inklusive konjunktion, disjunktion och implikation och han studerade deras sanningsvärden ingående.

#### Villkorssatser
De första logiker som diskuterade villkorliga påståenden var Diodoros Kronos och hans elev Filon. Femhundra år senare refererade Sextus Empiricus till en debatt mellan Diodoros och Filon. Filon betraktade alla implikationer som sanna utom de som med sann antecedent hade en falsk konsekvent, vilket betydde att ett påstående som "om det är dag, så talar jag" är sant utom ifall det är dag och jag tiger. Men Diodoros menade att en sann implikation är sådan att en sann antecedent aldrig kan leda till en falsk konsekvent - eftersom påståendet "om det är dag, så talar jag" kan vara falskt, är det därför ogiltigt. Implikationsparadoxer var dock fortfarande möjliga, sådana som "om atomära element av föremål ej existerar, så existerar atomära element". Krysippos antog en mycket striktare hållning beträffande implikationer som gjorde sådana paradoxer omöjliga: för honom var en implikation sann om ett förnekande av konsekventen är logiskt oförenligt med antecedenten. Detta motsvarar nutidens strikta implikation.

#### Syllogismer
Krysippos utveckelade ett syllogistiskt slutledningssystem, i vilket han använde fem typer av grundläggande argument kallade indemonstrabla syllogismer och som spelade rollen som axiom, samt fyra härledningsregler kallade themata med vars hjälp komplexa syllogismer kunde reduceras till dessa axiom. Formerna för de fem indemonstrablerna var:
| Namn                      | Beskrivning                           | Exempel                                                                    |
| ------------------------- | ------------------------------------- | -------------------------------------------------------------------------- |
| Modus ponens              | Om A, så B. A. Därför B.              | Om det är dag, så är det ljust. Det är dag. Därför är det ljust.           |
| Modus tollens             | Om A, så B. Inte B. Därför inte A.    | Om det är dag, så är det ljust. Det är inte ljust. Därför är det inte dag. |
| Modus ponendo tollens (1) | Inte både A och B. A. Därför inte B.  | Det är inte både dag och natt. Det är dag. Därför är det inte natt.        |
| Modus ponendo tollens (2) | Antingen A eller B. A. Därför inte B. | Det är antingen dag eller natt. Det är dag. Därför är det inte natt.       |
| Modus tollendo ponens     | Antingen A eller B. Inte A. Därför B. | Det är antingen dag eller natt. Det är inte dag. Därför är det natt.       |

Av de fyra härledningsreglerna överlevde bara två. En, det första themat, var en regel om antilogismer. Den andra, det tredje themat, var en regel med vilken man kunde reducera kedje-syllogismer till enkla syllogismer. Föremålet med den stoiska syllogiken var inte bara att skapa ett formellt system. Det ansågs också som studiet av förnuftshandlingar och det gudomliga förnuft (logos) som styr universum, av vilket människorna är del. Målet var att finna giltiga regler för härledning och former för bevis, och därigenom hjälpa människan på sin väg i livet.

#### Övriga logiska arbeten
Krysippos analyserade sätten att yttra sig och behandlingen av namn och begrepp. Han gjorde också stora ansträngningar att vederlägga falska slutledningar och paradoxer. Enligt Diogenes Laërtius skrev Krysippos tolv verk (23 böcker) om lögnarparadoxen, sju verk (17 böcker) om amfiboli (tvetydighet) och ytterligare nio verk (26 böcker) om andra språkproblem. Sammanlagt 28 verk (66 böcker) ägnades således åt gåtor och paradoxer.
Krysippos är den förste stoikern hos vilken den tredje av de fyra stoiska kategorierna kunnat beläggas. I det som bevarats använder Krysippos ofta de två första kategorierna, substans och kvalitet, men föga de två övriga. Det står inte klart huruvida kategorierna betydde speciellt mycket frör Krysippos och en klar lära om dem kan vara ett verk av senare stoiker.

#### Eftervärldens syn
Krysippos kom att bli känd som en av de främsta logikerna i det antika Grekland. När Klemens av Alexandria skulle nämna vem som var logikens mästare, som Homeros var mästare bland poeterna, var det Krysippos, inte Aristoteles, han valde. Diogenes Laërtius skrev: "Om gudarna använde dialektik skulle de inte använda någon annans än Krysippos'. Krysippos logiska verk kom att förbises och glömmas bort. Aristoteles logik kvarlevde, delvis därför att den sågs som mer praktisk, och delvis för att den togs upp av neoplatonisterna. Så sent som på 1800-talet, behandlades den stoiska logiken med förakt, ett öde formalistiskt system som huvudsakligen klädde Aristoteles logik i en ny terminologi. Det var inte förrän på 1900-talet, med framstegen inom logik och den nya satslogiken, som det stod klart att stoisk logik utgjorde ett betydande framsteg.

### Epistemologi
För stoikerna skiljs rätt från fel av den vise, vars resonemang är korrekt. Krysippos kunskapsteori var empirisk. Sinnena överför meddelanden från yttervärlden, och deras rapporter kontolleras, inte genom att jämföra dem med inbyggda föreställningar, utan genom jämförelse med tidigare rapporter som lagrats i minnet. Zenon hade definierat sinnesintrycken som "intryck i själen" och detta tolkades bokstavligen av Kleanthes som jämförde intrycket i själen med ett sigills intryck i vax. Krysippos föredrog att betrakta det som en förändring i själen. Själen mottar en förändring med varje yttre objekt som verkar på den, precis som luften mottar oräkneliga "stötar" när många personer talar samtidigt. Vid mottagandet av ett intryck är själen helt passiv och intrycket avslöjar, inte bara sin egen existens, utan också dess orsak, liksom ljus uppvisar både sig själv och de föremål som utsänder det. Förmågan att benämna objektet ligger i förståelsen. Intrycket måste komma först, sedan förståelsen som har förmågan att yttra sig och uttrycka i ord den känsla den får från objektet. Sanna framställningar skiljs från falska genom bruk av minnet, klassificering och jämförelse. Förutsatt att sinnesorganen och förståndet är friska och förutsatt att det yttre objektet verkligen ses eller hörs, har föreställningen, i kraft av sin klarhet och tydlighet, förmågan att framtvinga det instämmande som det alltid ligger i vår makt att ge eller tillbakahålla. Förståndet, som är skäl till att människan kallas en förnuftig varelse, utvecklas genom dessa föreställningar.

### Fysik
Krysippos vidhöll universums organiska enhet och sambandet och det ömsesidiga beroendet av alla dess delar. Han sade "universum är sin egen själ och sitt eget kontrollerande förstånd". Liksom Zenon före honom, ansåg han eter som universums primära beståndsdel. Föremålen består av trög formlös materia och en informerande själ, pneuma, som ger form åt den odifferentierade massan. Pneumat genomtränger all materia, bibehåller universum som en enhet och är grunden för människans själ. Elementen övergår i varandra genom kondensation och förtunning. Eld förtätas först till luft, sedan luften till vatten och slutligen vattnet till jord. Förtunningen sker i motsatt ordning. Varje människosjäl är en del av den universella själen. Själen delades av Krysippos i åtta avdelningar: de fem sinnena, fortplantningsförmåga, talförmåga och den "styrande delen" (som hade säte i bröstet, snarare än i huvudet). Individuella själar är förgängliga, men enligt Krysippos äger den vises själ bestånd längre efter döden. Inga individuella själar överlever dock ekpyrosis, när universum förnyas.

#### Ödet
Enligt Krysippos sker allting på grund av Ödet: det som synes tillfälligt har alltid något dolt skäl. Världens enhet består i form av en orsakskedja och ingenting sker utan en tillräcklig orsak. Varje utsaga är antingen sann eller falsk och detta måste gälla även för framtida händelser:
Om en rörelse existerar utan en orsak är inte alla utsagor antingen sanna eller falska. För det som inte har verksamma orsaker är varken sant eller falskt. Men varje utsaga är antingen sann eller falsk. Därför finns det ingen rörelse som saknar orsak. Och om det är så, då äger allting rum på grund av tidigare orsaker. Och om det är så, då sker allt genom ödets försorg. Av detta följer att vad som än sker, sker på grund av ödet.
Stoikernas syn på ödet grundar sig helt på synen om universum som en helhet. Enskilda föremål och personer betraktas endast som beroende delar av denna helhet. Allting är, i varje mening, bestämt av detta förhållande och är följaktligen föremål för den allmänna världsordningen. Om hans motståndare invände att om allting bestäms av ödet finns det inget personligt ansvar, eftersom det som en gång förutbestämts måste ske i vilket fall som helst, så svarade Krysippos att det finns en skillnad mellan enkel och sammansatt predestination. Att bli sjuk må vara ödesbestämt, men om en persons tillfrisknade hänger samman med ett läkarbesök, så är läkarbesöket bestämt att ske tillsammans med tillfrisknandet, och detta blir ett sammansatt faktum. Alla mänskliga gärningar - det vill säga, vårt öde - bestäms av vårt förhållande till saker eller, som Krysippos uttrycker det, händelserna är bestämda att ske tillsammans.
Att ens klädnad ej förstörs, säger han, är inte ödesbestämt för sig självt, utan sambestämt med att den omhändertages; att någon undslipper sina fiender är sambestämt med att han flyr från dem; och att få barn är sambestämt med viljan att ligga med kvinnan... För, många saker kan inte ske utan att vi är villiga och verkligen bidrar med en högst ihärdig iver och entusiasm, eftersom det var bestämt för dessa saker att ske i förening med denna personliga ansträngning. (...) Men det är i vår makt, i mån av vad som är i vår makt enligt ödet.
Sålunda är våra gärningar förutbestämda och förhåller sig orsaksmässigt till ödets överspännande nätverk, men icke desto mindre förblir det moraliska ansvaret för hur vi svarar på intryck vårt eget. Den allt bestämmande kraften är verksam överallt, arbetande i varje enskild existens i enlighet med dess natur, såväl i rationella och irrationella varelser som i oorganiska föremål. Varje händelse kommer till stånd genom samarbete mellan orsaker som beror av föremålens natur och den verkandes egenskaper. Våra handlingar skulle bara vara ofrivilliga om de orsakades enbart av yttre orsaker, utan vår inre vilja till samarbete. Moral och omoral är i vår makt, och vi är följaktligen ansvariga. Moraliskt ansvar beror endast av den fria viljan och det som kommer ur vår vilja är vårt eget, oavsett om det är möjligt för oss att handla annorlunda eller ej. Denna ganska utstuderade inställning som försöker förena determinism med mänskligt ansvar är känd som kompatibilism.

#### Spådomar

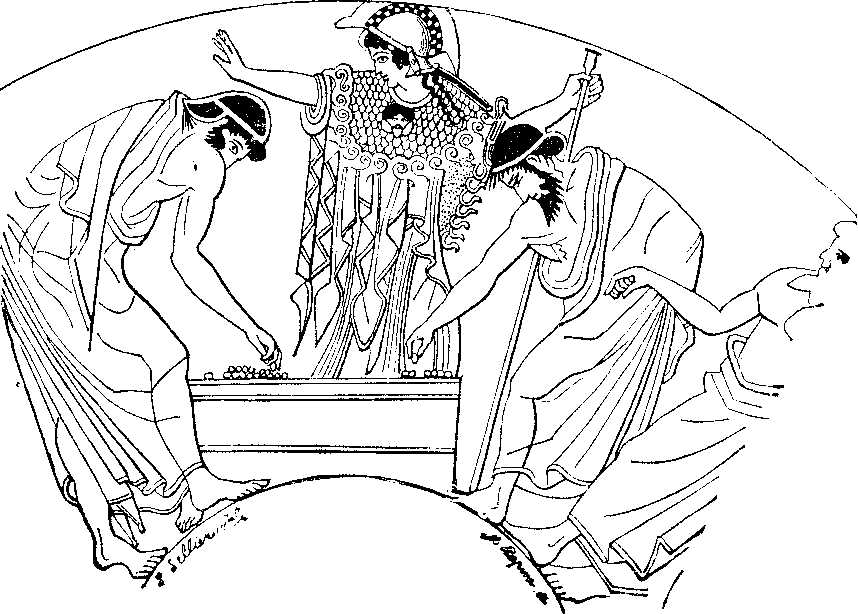
Kleromanti i antikens Grekland. Krysippos godtog spådomar som en del av den ödesbestämda orsakskedjan.

Krysippos argumenterade också för existensen av öde baserat på spådomar, vilka han trodde det fanns goda belägg för. Det skulle inte vara möjligt för spåmän att förutsäga framtiden om denna var slumpartad. Omen och förebud, trodde han, är de naturliga tecknen på vissa företeelser. Det måste finnas oräkneliga tecken på försynens riktning, för det mesta ej observerade, och endast ett fåtal av dem kända av mänskligheten. Till dem som menade att spådomar vore överflödiga om allting är förutbestämt, svarade han att både spådomarna och vårt beteende till följd av dem ingår i orsakskedjan.

#### Gud
Stoikerna trodde att universum är Gud och Krysippos försäkrade att "universum självt är Gud, och också den allt genomströmmande världssjälen". Det är universums styrande princip som "verkar i själ och förnuft, tillsammans med tingens allmänna natur och den totalitet som omsluter all existens".
Han försökte bevisa Guds existens och använde sig av ett teleologiskt argument:
Om det finns något som människan inte kan skapa, är den varelse som skapar detta bättre än människan. Men mänskligheten kan inte skapa de ting som finns i universum - himlakropparna och så vidare. Den varelse som skapar dessa är överlägsen mänskligheten. Men vem finns det som är överlägsen mänskligheten förutom Gud? Därför finns Gud.
Krysippos talade ömsom om Gud och ömsom om gudar. Han tolkade gudarna i den traditionella grekiska religionen som olika aspekter av den enda. Cicero berättar att "han vidare vidhöll att eter är det människorna kallar Zeus, att luften som genomsyrar haven är Poseidon och att jorden är det som är känt som namnet Demeter och på liknade sätt behandlade han de övriga gudarnas namn." Därutöver existerar universum till nytta för den universella guden:
Om en vacker bostad skulle vi dra slutsatsen att den byggts åt ägarna och inte åt möss; vi borde därför på samma sätt betrakta universum som gudarnas boning.

#### Teodicéproblemet
Som svar på teodicéproblemet, hur det kunde finnas ont i ett gott universum, svarade Krysippos "det onda kan inte tas bort, och det skulle inte vara bra att ta bort det". Först och främst, menade han, liksom Platon, att det var omöljigt för det goda att existera utan det onda, för rättvisa skulle inte vara känd utan orättvisa, mod utan feghet, måttlighet utan omåtta eller visdom utan dårskap. För det andra existerar skenbart ont som en följd av naturens godhet - sålunda var det nödvändigt för människoskallen att bestå av små tunna benbitar av funktionella skäl, men det gör den också sårbar för slag. För det tredje är det onda fördelat i enighet med Zeus förnuftiga vilja, antingen för att straffa de dåraktiga eller för att det är viktigt för världsordningen som helhet. Därför är det onda gott i förklädnad och leder i slutänden till det bästa. Krysippos jämförde det onda med det grova skämtet i den grekiska komedin, för liksom skämtet förbättrar stycket som helhet, fast det är stötande i sig, "så kan du också kritisera det onda separat, och ändå medge att det är nyttigt tillsammans med allt annat".

### Matematik

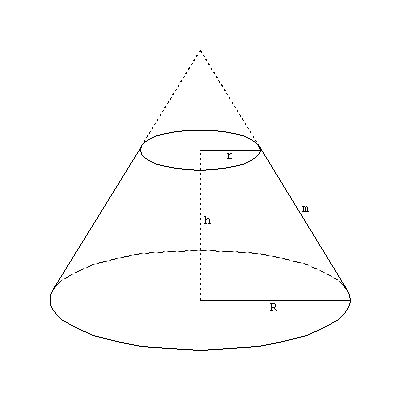
Demokritos problem. Om en kon skärs av horisontellt, är då de båda uppkomna ytorna lika eller olika?

Krysippos betraktade kroppar, ytor, linjer, platser, tomma rymden och tiden som alla varande oändligt delbara. Han bestämde en av de principiella egenskaperna hos en oändlig mängd: eftersom en människa och ett finger består av en oändlig mängd delar, liksom en man och universum, kan man inte säga att en människa har fler delar än ett finger, eller att universum har fler delar än en människa.
Krysippos besvarade också ett problem som först ställts upp av Demokritos: Om en kon delas av ett plan parallellt mot dess bas, är de uppkomna ytorna lika eller olika? Om de är lika blir konen en cylinder, om de är olika måste konens lutning avta stegvis. Krysippos svar var att ytorna är både lika och olika, och bestred därmed lagen om det uteslutna tredje med avseende på lika och olika, och kan härigenom ha föregripit en viktig princip inom infinitesimalkalkylen, nämligen gränsvärden och konvergens.
Krysippos var också anmärkningsvärd genom att han hävdade att "ett" är ett tal, vilket det inte alltid betraktades som av de gamla grekerna, som såg "ett" som det med vilket man mätte saker. Aristoteles skrev i sin Metafysik "... ett mått är inte de saker som mäts, utan måttet eller Ett är början på talen". Krysippos hävdade att ett hade "storhet ett"(grekiska: πλῆθος ἕν), fastän detta inte var allmänt accepterat av grekerna och Iamblichos skrev att "storhet ett" var en motsägelse.

### Etik

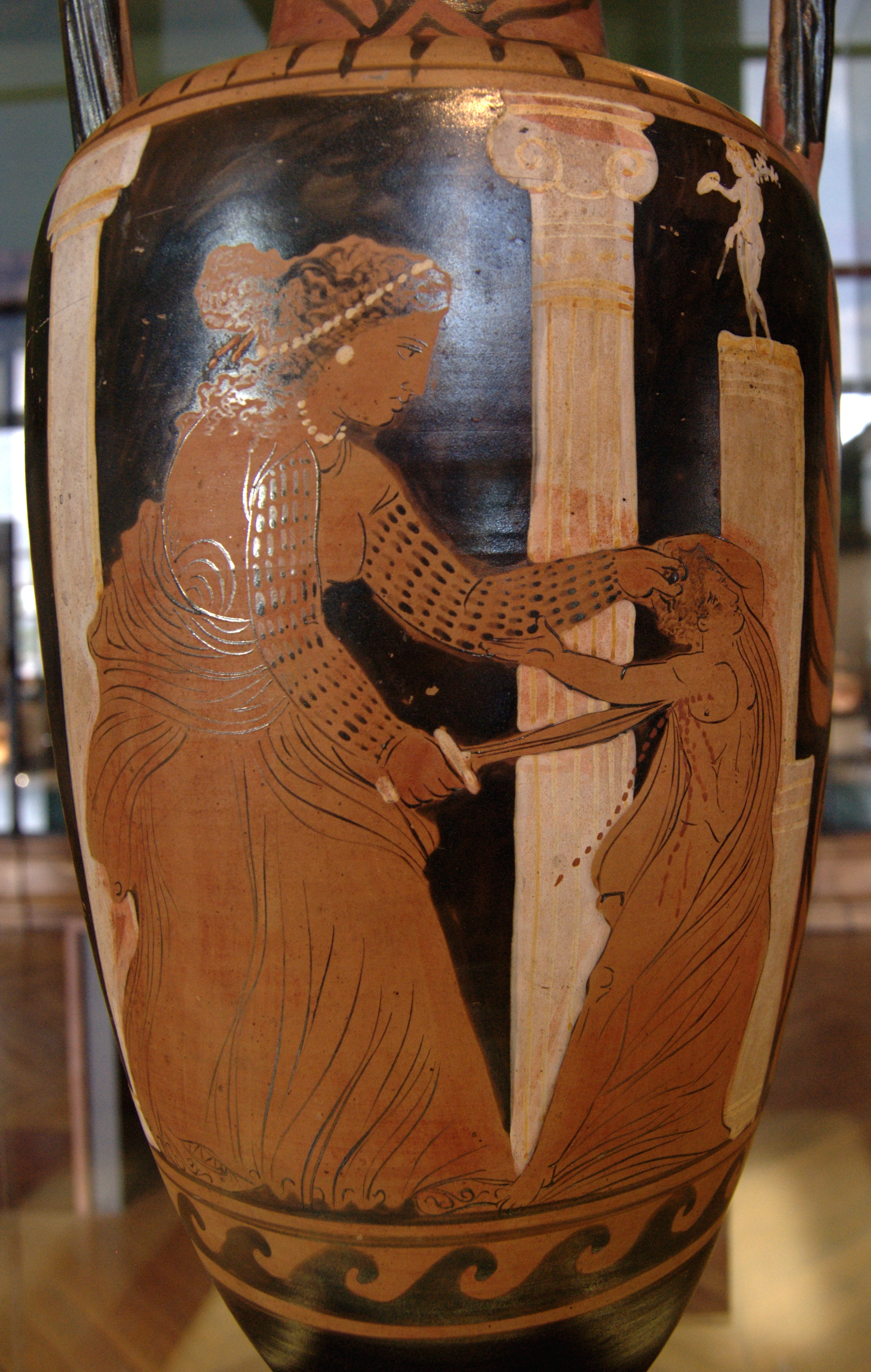
Grekisk amfora som avbildar Medea från Euripides tragedi med samma namn. Krysippos betraktade Medea som ett praktexempel på hur dåligt omdöme kunde ge upphov till irrationella passioner.

Krysippos lärde att etiken berodde på fysiken. I sina Fysiska postulat fastslog han: "för det finns ingen annan eller mer passande väg att närma sig frågan om gott och ont, dygderna eller lyckan än utifrån tingens natur och universums uppbyggnad". Livets mål är att leva i enlighet med sin erfarenhet av naturens egentliga ordning. En persons individuella natur är en del av hela universums natur, och därför skall livet levas i enlighet med den egna mänskliga naturen såväl som med universums. Den mänskliga naturen är etisk och mänskligheten är besläktad med det gudomliga, med ursprung i urelden eller etern vilken, fastän den är materiell, är förnuftets förkroppsligande och människorna skall uppräda i enlighet härmed. Människan har frihet och denna frihet består i frigörelse från irrationella begär (lust, rikedom, samhällsställning, makt etc.) och att rikta viljan efter förnuftet. Krysippos betonade speciellt individens värdighet och viljestyrka.
Stoikerna erkände en tredje klass mellan det goda och det onda - det indifferenta (adiafora). Av det som var moraliskt indifferent hörde till det bästa hälsa, rikedom och ära medan till det sämsta hörde sjukdom och fattigdom. Krysippos accepterade att det var normalt att i allmänt bruk kalla de föredragna indifferenta sakerna för "goda", men den vise använder dem utan att behöva dem. Övning och vana är nödvändigt för att uppnå perfekt individuell dygdighet - med andra ord finns det något sådant som moraliska framsteg och karaktären måste byggas upp.
Stoikerna försökte befria sig från obehärskade känslor, som de betraktade som stridande mot naturen. Passionerna eller känslorna (pathe) är den störande faktorn för det goda omdömet. Krysippos skrev en hel bok om behandling av känslorna. Passionerna är som sjukdomar som trycker ner och krossar själen, och han försökte därför utrota dem (apatheia). Felaktiga omdömen blir till passioner när de får ett eget moment, precis som det är svårt att stanna när man börjat springa. Man kan inte hoppas på att utradera känslorna när man brinner av kärlek eller vrede - detta kan bara göras om man är lugn. Därför skall man förbereda sig och i förväg behandla känlsorna i sinnet som om de var närvarande. Genom att tillämpa förnuftet på känslor som åtrå, stolthet eller längtan kan man förstå den skada dessa orsakar.